# 奎甘
奎甘（羅馬化：Kuygan）是哈薩克東哈薩克斯坦州庫爾丘姆區的一個村莊。該村是農村地區的行政中心。
行政區域對象分類器代碼－635255100。

## 人口
1999年，全村人口1081人（男性527人，女性554人）。根據2009年人口普查，該村共有749人（男性367人，女性382人）。